# 南开大学深圳高等研究院
南开大学深圳高等研究院，是南开大学在深圳市龙华区九龙山产学研片区选址筹建的异地研究生院，也是南开大学继南开大学深圳金融工程学院撤销后，再次在深圳市筹建的异地校区。

## 历史沿革
2016年起，南开大学与龙华区有过多次关于合作办学的交流。
2017年，杜红等5名深圳市人大代表提出的《关于龙华区与南开大学合作共建南开大学深圳校区的建议》得到龙华区政府回复，称龙华区政府已将“力促南开大学落户龙华区”写入当年政府工作报告。张艺等12位政协委员提出的《关于完善龙华教育体系加快发展高等教育的提案》，建议深圳市有关部门支持龙华区引进南开大学。6月6日，深圳市规划国土委认为南开大学深圳校区拟选址原为九龙山高尔夫球场用地，违背深圳市城市总体规划，且交通不便利，不宜安排高校选址。6月14日，深圳市发改委，建议深圳市教育局认真研究论证可行性，将按照职能积极予以配合。7月14日，深圳市教育局建议龙华区与南开大学从共建研究院起步开展合作，开展科学研究、研究生教育、建设创新创业基地，促进成果转化，待条件成熟时，丰富办学层次、扩大办学规模。
2018年5月，南开大学校友、深圳市龙华区区长陈清到南开大学就双方合作办学进行了座谈。5月24日，南开大学校长曹雪涛带队到深圳市龙华区龙华区综合医院和九龙山校区拟选址地考察。6月15日，南开大学与深圳市龙华区教育局在南开大学津南校区举行座谈，双方听取南开大学深圳高等研究院筹建方案汇报、南开大学与深圳市龙华区综合医院合作运营初步方案汇报。